# Lac d'Asososca
Le lac d'Asososca est un lac de cratère situé à l'ouest de la ville de Managua, capitale du Nicaragua, à 2,2 km du lac de Managua ou Xolotlán. De forme ovale il a une superficie d'environ 1,2 km2. Le lac comme ses voisins les lacs Tiscapa et Nejapa est le résultat de l'effondrement du volcan qui lui a donné son nom. Cette réserve d'eau est la plus importante source d'eau potable de Managua. Asososca se trouve au début de l'autoroute du sud, près de la connexion avec la nouvelle autoroute vers León.
La zone qui entoure le lac a été déclarée "Parc écologique municipal" par le ministère de l'Environnement et des Ressources naturelles (MARENA) sous l'administration de la municipalité de Managua.

## Légende du lac
La légende du serpent à plumes : Une légende locale raconte - à peu près - que :

« sur les eaux sereines du lac d'Asososca, quatre rangées de rochers ont émergé sur lesquelles reposait un fabuleux temple.
Les tribus Nagrandano et Nequecheri, précédés par leurs anciens, venaient en pirogues, pour déposer au pied de l'autel leurs offrandes d'or, d'argent et de pierres précieuses au Dieu suprême.
Un vieux guerrier, que tout le monde respectait comme une divinité, s'occupait du temple. Il avait de gros muscles, sa poitrine était couverte de tatouages et sa peau ridée était marquée de nombreuses cicatrices car il avait gagné cent glorieuses batailles pour sa terre et pour son dieu.
Un après-midi, la princesse Izayana, fille du cacique Nequecheri, "parfumée aux fleurs de la campagne", arriva au bord du lac accompagnée par les conquistadors espagnols. Ceux-ci l'avaient persuadée qu'ils étaient les fils du soleil dans le but de pénétrer dans le temple pour s'emparer de ses trésors.
Le féroce gardien ne comprit pas la supercherie dont la jeune fille avait été victime et, prenant cela pour une trahison, il contracta terriblement les muscles de son visage et une colère intense brilla bientôt dans ses yeux. Alors levant son couteau d'obsidienne sur Izayana, il l'égorgea. Les soldats espagnols, qui ne voulaient que prendre possession du trésor, tirèrent alors avec leurs mousquets et le blessèrent.
Le gardien du temple bien que blessé arriva à ramper à l'intérieur du temple comme un serpent et - personne ne sait comment - le temple se mit à trembler et finit par sombrer à jamais avec ses trésors, dans les eaux profondes d'Asososca.
Depuis, l'enchantement du "Serpent à plumes" continue de protéger le mystérieux lac et son trésor". »